# Schachtjor-Stadion
Das Schachtjor-Stadion (kasachisch «Шахтёр» стадионы, russisch Стадион «Шахтёр») ist ein Fußballstadion in der kasachischen Stadt Qaraghandy. Es ist die Heimspielstätte des Fußballclubs Schachtjor Qaraghandy ausgetragen.

## Geschichte
Die Anlage wurde 1958 erbaut, als die heimische Mannschaft die Klasse „B“ (damals 3. Liga) aufgenommen wurde. Die Zuschauerkapazität betrug 10.000 Sitzplätze. Am 12. August 1958 wurde das erste internationale Spiel gegen eine chinesische Mannschaft ausgetragen (1:1). Anfang der 1960er Jahre wurde das Schachtjor-Stadion aufgrund des Aufstiegs in die 2. Liga umgebaut. Nun bot die modernisierte Sportarena mit einer Flutlichtanlage 28.000 Zuschauern Platz. 
Erneut wurde die Sportstätte 2001 modernisiert. Die alten Holzbänke mussten den neuen Kunststoffsitzen weichen. Seitdem bieten sich 19.000 Plätze. Die Spielstätte entspricht den internationalen Anforderungen. Die Spielfläche ist ein Naturrasen verlegt.